# Mission Beach Roller Coaster
Mission Beach Roller Coaster  es una montaña rusa histórica ubicada en San Diego, California.  Mission Beach Roller Coaster se encuentra inscrito como un Hito Histórico Nacional en el Registro Nacional de Lugares Históricos desde el 27 de diciembre de 1978. 

## Ubicación
Mission Beach Roller Coaster se encuentra dentro del condado de San Diego en las coordenadas 32°46′18″N 117°15′00″O / 32.771667, -117.25.